# M & O Ohlsson
M & E Ohlssons klockgjuteri AB (äldre: M & O Ohlssons klockgjuteri AB) i Ystad är ett av Sveriges tre nuvarande klockgjuterier (de andra är Bergholtz klockgjuteri i Sigtuna och Skånska Klock- & Konstgjuteriet AB i Hammenhög). M & E Ohlssons klockgjuteri har sina rötter som företag i ett klockgjuteri från 1800-talet. Från 1878 fram till mitten av 1900-talet hade företaget en filial i Lübeck. 
Bland större arbeten utförda av M & O Ohlsson på senare tid märks restaurerings- och rekonstruktionsarbeten med Katarina kyrka efter branden 1990. Kyrkans fyra klockor göts 1991 och 1992. De är alla rekonstruktioner av dem som förstördes vid branden. Godset från originalklockorna har delvis återanvänts. Även kyrkans tornur inklusive verk och urtavlor levererades av M & O Ohlssons klockgjuteri.

## Bilder

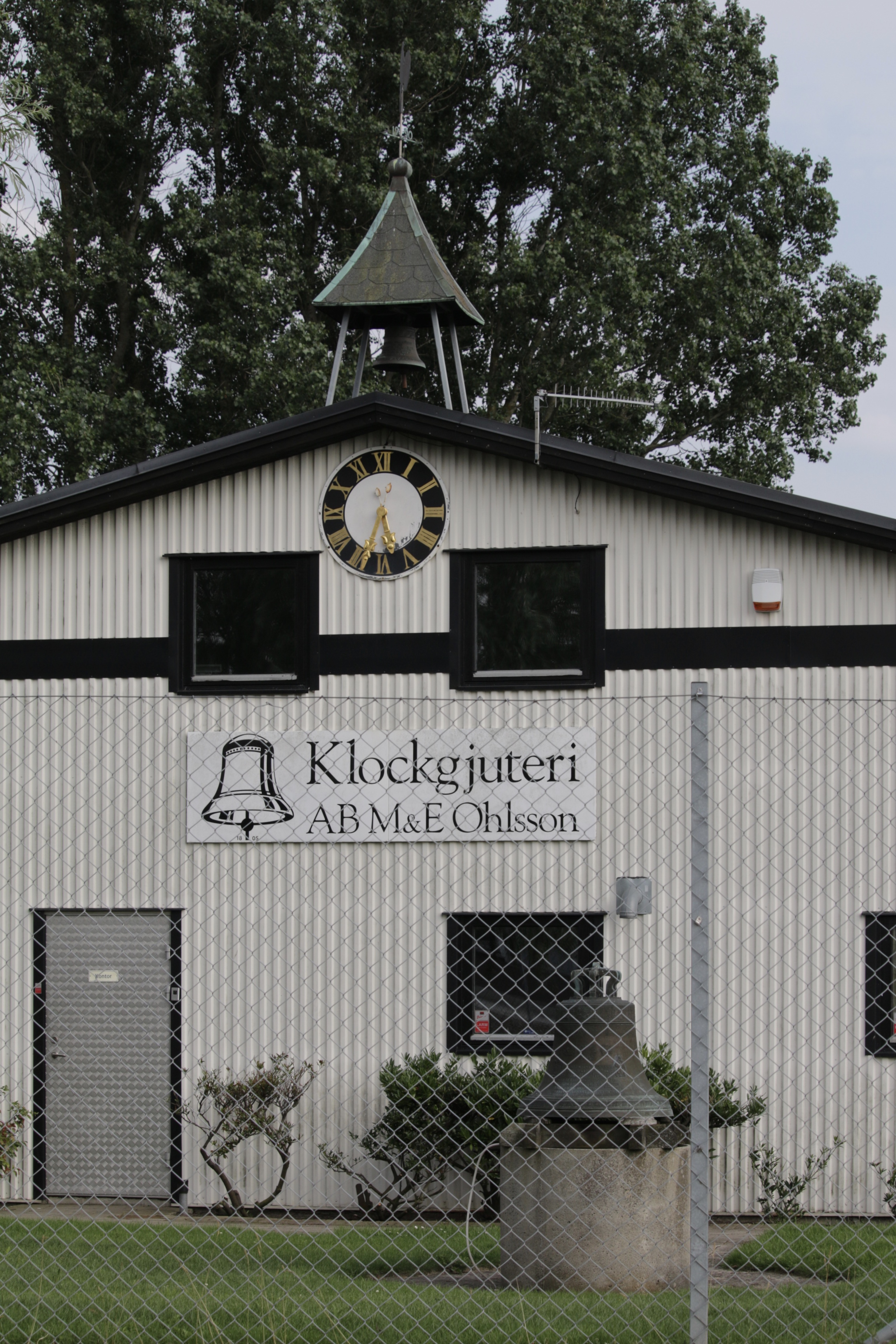
Gjuteriet i Ystad
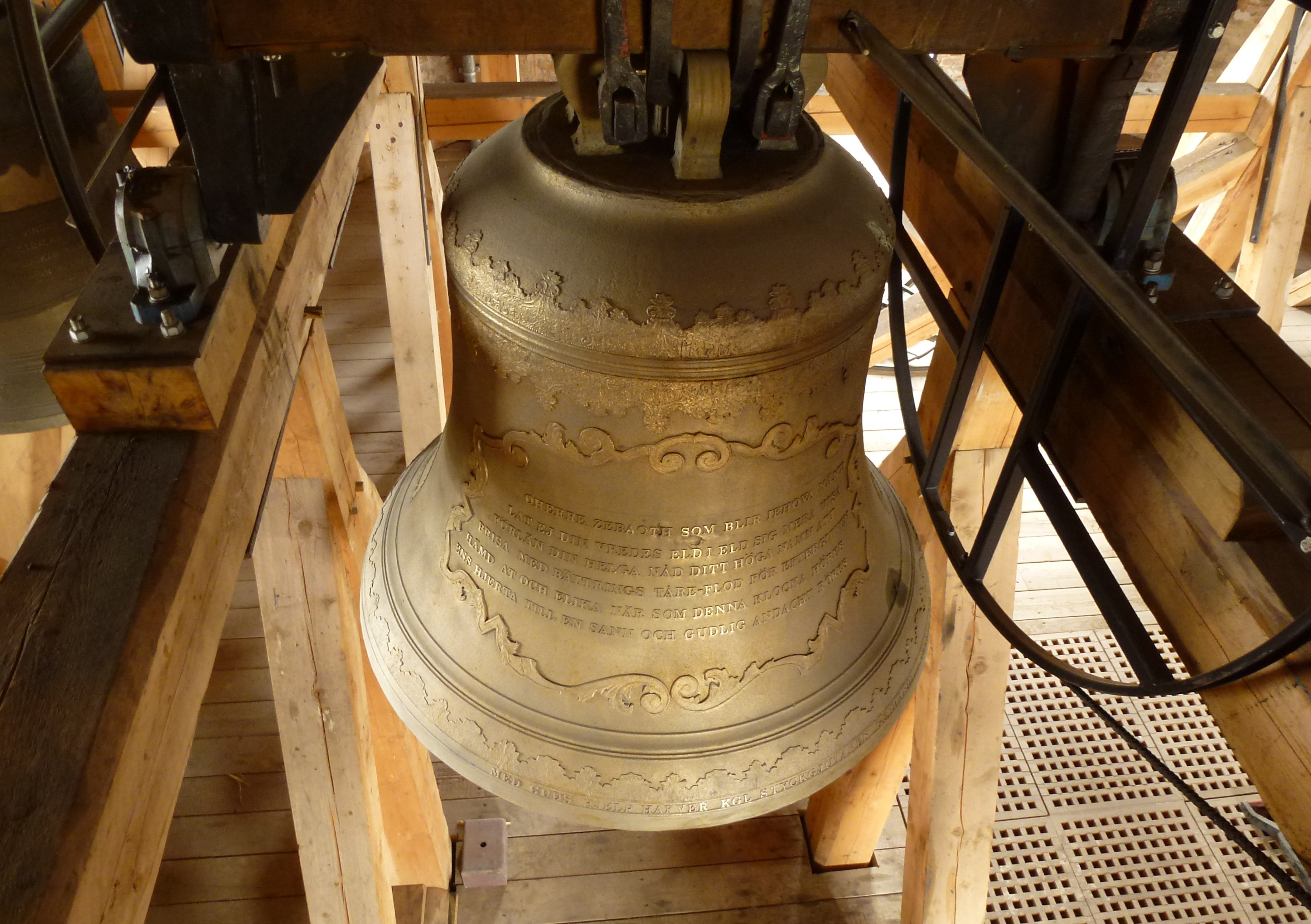
Katarina kyrkas storklocka
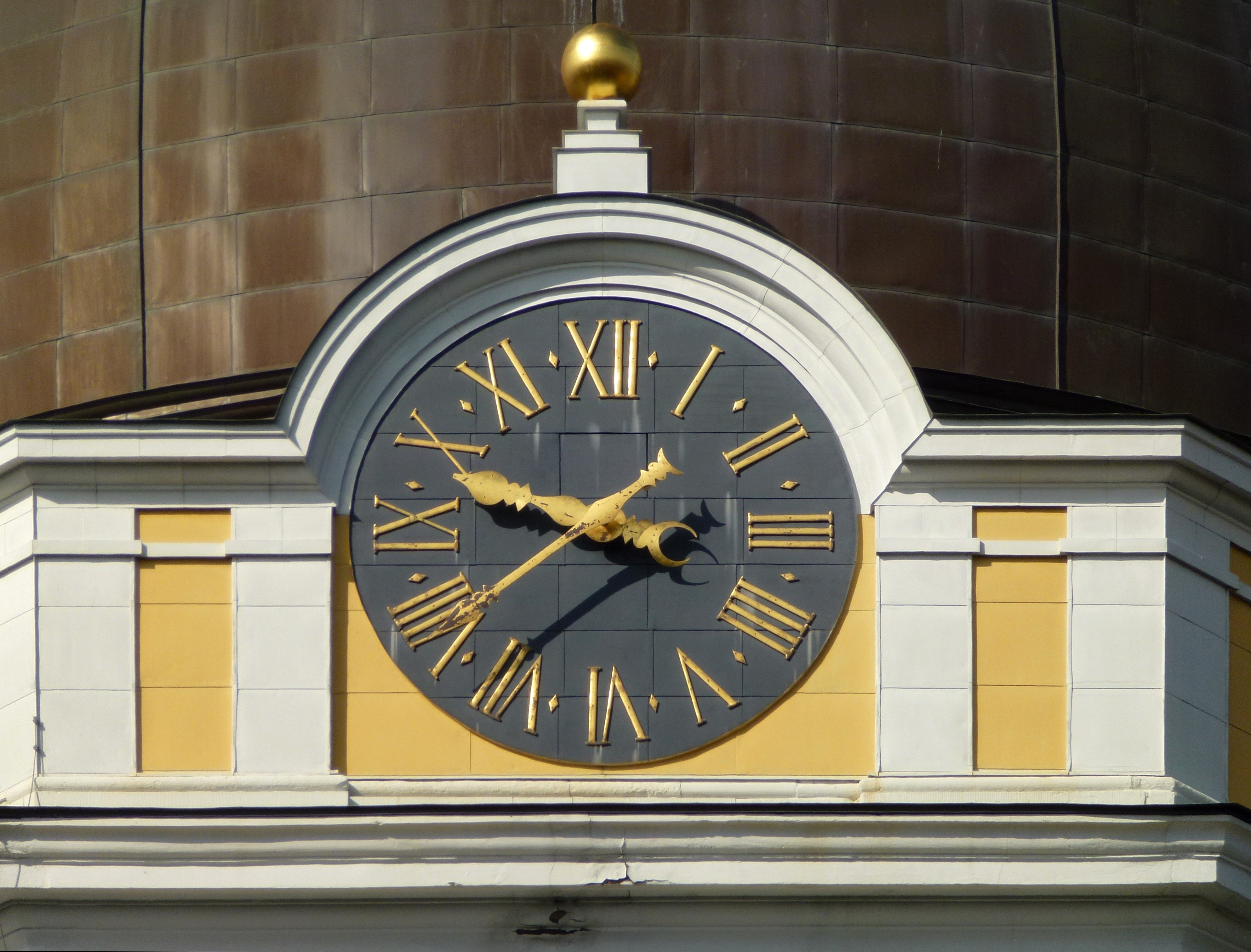
Katarina kyrkas tornur, Stockholm
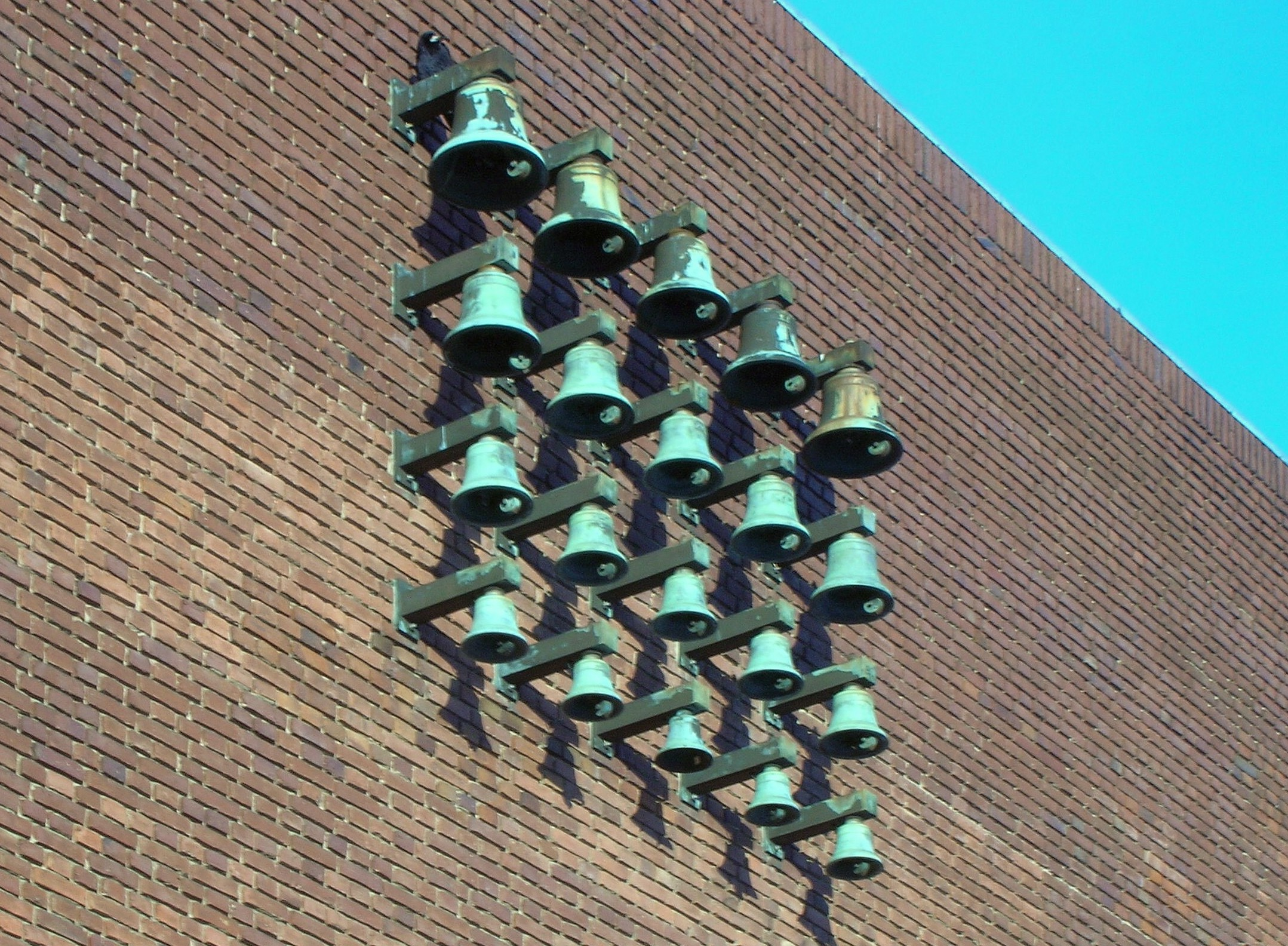
Helgeandskyrkan i Lund